# فیودوروفکا (شهرستان بلاگووشچنسکی، باشقیرستان)
فیودوروفکا (انگلیسی: Fyodorovka, Blagoveshchensky District, Republic of Bashkortostan) یک شهرک در شهرستان بلاگووشچنسکی باشقیرستان کشور روسیه است.